# Lo (Familienname)
Lo oder Lô ist der Familienname folgender Personen:
- Abou Lô (* 2000), senegalesischer Fußballspieler
- Anna Lo (1950–2024), nordirische Politikerin
- Cheikh Lô (* 1955), senegalesischer Musiker
- Chi Muoi Lo (* 1969), vietnamesisch-amerikanischer Schauspieler, Regisseur und Filmproduzent
- Lo Chia-ling (* 2001), taiwanische Taekwondoin
- Lo Chu-yin (* 1965), taiwanische Fußballspielerin
- Lo Chuen Tsung (* 1963), chinesischer Tischtennisspieler (Hongkong)
- Dennis Lo (* 1963), chinesischer Pathologe
- Lo Hsing Han († 2013), myanmarischer Drogenhändler
- Ismaël Lô (* 1956), senegalesischer Musiker
- Ivar Lo-Johansson (1901–1990), schwedischer Schriftsteller
- Lo Ka Chun (* 1977), Hongkonger Autorennfahrer
- Kenneth Lo (* 1913), chinesischer Tennisspieler
- Kii-Ming Lo (* 1954), taiwanische Musikwissenschaftlerin
- Lo Lieh (1939–2002), chinesischer Schauspieler und Filmschaffender
- Lo Li-wen, japanischer Poolbillardspieler
- Lo Lok Kei (* um 1990), Badmintonspieler aus Hongkong
- Madièye Lo (1932–2010), senegalesischer Fußballspieler
- Lo Man-kam (* 1933), chinesischer Wing-Chun-Kämpfer und Lehrer
- Maodo Lô (* 1992), senegalesisch-deutscher Basketballspieler
- Peter Lo (1530–1581), deutscher Theologe und Reformator
- Peter Lo Sui Yin (1923–2020), 2. Ministerpräsident von Sabah, Malaysia
- Selina Lo (* 1994), britische Schauspielerin, Synchronsprecherin und ehemalige Kampfkünstlerin
- Shawty Lo (1976–2016), US-amerikanischer Rapper
- Lo Sin Yan (* 2003), chinesische Badmintonspielerin
- Stanislaus Lo Kuang (1911–2004), chinesischer Geistlicher, Erzbischof von Taipeh
- Ted Lo, chinesischer (Hongkong) Jazzmusiker
- Lò Thị Hoàng (* 1997), vietnamesische Speerwerferin
- Tove Lo (* 1987), schwedische Sängerin und Songwriterin
- Wayne Lo (* 1974), US-amerikanischer Amokläufer
- Lo Wei (1918–1996), chinesischer Regisseur
- Y Sa Lo (* 1945), österreichische Schauspielerin

Lo (meist als Artikel aus dem Italienischen) ist ein Namensteil folgender Personen:
- Guillaume Lo A Njoe (* 1937), niederländischer Künstler
- Eleonora Lo Bianco  (* 1979), italienische Volleyballspielerin
- Tony Lo Bianco (1936–2024), US-amerikanischer Film- und Theaterschauspieler sowie Filmregisseur
- Luigi Lo Cascio (* 1967), italienischer Schauspieler
- Salvatore Lo Forte (1804–1885), italienischer Maler
- Patrick Lo Giudice  (* 1959), Schweizer Künstler
- Domenico Maria Lo Jacono (1786–1860), italienischer Ordensgeistlicher, Generaloberer der Theatiner und Bischof von Agrigent
- Sebastiano Lo Monaco (≈ 1730–1775), italienischer Maler des Spätbarock
- Sebastiano Lo Nigro (1919–1984), italienischer Ethnologe
- Salvatore Lo Piccolo (* 1942), sizilianischer Anführer der Cosa Nostra
- Francesco Lo Savio (1935–1963), italienischer Maler
- Giacomo Lo Verde (fl. 1619–49), italienischer Maler